# Eritritol
El eritritol ((2R,3S)-butano-1,2,3,4-tetraol) es un polialcohol empleado principalmente como sustituto del azúcar. Se ha aprobado en Estados Unidos como edulcorante, así como en algunas otras partes del mundo. Se produce de forma natural en frutas y alimentos fermentados. A nivel industrial se produce a partir de glucosas a las que se le aplica una levadura denominada Moniliella pollinis hasta lograr su fermentación. Fue descubierto en 1848 por el químico escocés John Stenhouse.

## Propiedades
El eritritol tiene un dulzor relativo de entre un 0.6 y un 0.7 con respecto al del azúcar de mesa, la sacarosa. Se puede considerar no calórico, no aumenta la glucosa en sangre, no es cariogénico, y es parcialmente absorbido por el cuerpo. Por esta última razón, no tiene efectos secundarios en el tracto intestinal como otros polialcoholes —como el xilitol y el maltitol—, a no ser que se tome en grandes cantidades, lo que produce efectos laxantes. Es difícilmente digerido por la flora intestinal y puede producir gases en algunas circunstancias.
Bajo la consideración de la Food and Drug Administration estadounidense, los productos que contienen eritritol se etiquetan con un valor de 0,2 calorías por gramo —un 95 % menos que el azúcar de mesa y otros carbohidratos—. Las consideraciones nutricionales varían en función del país y esto influye en el etiquetado de los alimentos. En Japón, y en la Unión Europea, por la Directiva 2008/100/CE de la Comisión, de 28 de octubre de 2008, se etiquetan como cero-calorías.

## Propiedades físicas

### Calor de solución
El eritritol tiene un fuerte efecto de enfriamiento (endotérmico, o el calor positivo de solución) cuando se disuelve en agua que es comparable al efecto de enfriamiento que tienen los sabores mentolados. El efecto de enfriamiento se percibe sólo cuando el eritritol no estaba disuelto en agua previamente, una situación que podría darse en un glaseado endulzado con eritritol, una chocolatina, chicles o caramelos duros. El efecto de enfriamiento de eritritol es muy similar al del xilitol y está entre los efectos de enfriamiento más fuertes de todos los alcoholes de azúcar.

### La mezcla de propiedades similares al azúcar
El eritritol se usa comúnmente como agente de carga de edulcorantes de alta intensidad, especialmente derivados de la estevia, para acercar su textura y el sabor a los del azúcar de mesa. Las bebidas dietéticas hechas con esta mezcla, por lo tanto, contienen eritritol además del edulcorante principal. Más allá de los edulcorantes de alta intensidad, eritritol a menudo se combina con otros ingredientes voluminosos que presenten características similares al azúcar para imitar mejor la textura y sensación en la boca de la sacarosa. Raramente se desea el efecto de enfriamiento del eritritol, y es común que se añadan aditivos para diluir o anular este efecto. El eritritol también tiene una propensión a cristalizar y no es tan soluble como la sacarosa, por lo que se también se le añaden aditivos que mitiguen esta desventaja. Además, el eritritol no es higroscópico, lo que significa que no atrae la humedad, lo que puede llevar a la desecación de productos, en particular productos de panadería, si otro ingrediente higroscópico no se utiliza en la formulación. 
La inulina se combina a menudo con el eritritol porque ofrece un calor de solución negativo complementario, es decir, es exotérmica (genera un efecto de calentamiento cuando se disuelve que ayuda a cancelar los efectos de enfriamiento de eritritol) y aporta propiedades no cristalizantes. Sin embargo, la inulina tiene una propensión a causar gases e hinchazón si se consume en cantidades moderadas a grandes, en particular en las personas que no están acostumbradas a ella. Otros polialcoholes se usan a veces con eritritol, en particular, isomalt, debido a su calor mínimamente positivo de la solución, y la glicerina, que tiene un calor de solución negativo, higroscopicidad moderada, y se presenta en forma líquida no cristalizante.

## El eritritol y las bacterias
El eritritol no daña los dientes; no puede ser metabolizado por las bacterias orales, por lo que no contribuye a la caries dental.
El eritritol es utilizado preferentemente por Brucella spp. La presencia de eritritol en las placentas de cabras, vacas, cerdos y se ha propuesto como una explicación para la acumulación de bacterias del género Brucella que se encuentran en estos sitios.

## Usos
Por algunas de sus propiedades, el eritritol es empleado en la industria alimentaria como edulcorante. No obstante, este polialcohol, al estar en contacto con una solución acuosa, experimenta un efecto de refrigeración que es empleado en la alta cocina para generar nuevos sabores y texturas. En algunos casos refuerza el sabor mentolado de algunos postres. En otras ocasiones, cuando se mezcla con grasas como mantequilla de cacahuetes, mantequilla o aceite de coco, refuerza el sabor «acerado» de las grasas, lo que en la mayoría de los casos no resulta agradable. Este efecto es apreciable en las barras de chocolate que contienen eritritol.

## El eritritol y la digestión humana
En el cuerpo, la mayoría de eritritol se absorbe en el torrente sanguíneo en el intestino delgado y, a continuación, en su mayor parte se excreta sin cambios en la orina. Aproximadamente el 10% entra en el colon. Debido a que el 90% de eritritol se absorbe antes de entrar en el intestino grueso, normalmente no causa efectos laxantes, que sí se sufren con frecuencia después del consumo de otros alcoholes de azúcar (tales como xilitol y maltitol); aunque en dosis extremadamente grandes puede causar náuseas y borborigmos (ruidos intestinales).

## Efectos secundarios
En general, el eritritol está libre de efectos secundarios en el uso regular. Las dosis más de 50 g (1,8 onzas) pueden causar un aumento significativo en las náuseas y borborigmos. En raras ocasiones, el eritritol puede causar urticaria alérgica.
Cuando se compara con otros alcoholes de azúcar, también es mucho más difícil para las bacterias intestinales de digerir, por lo que es menos probable que cause gases o hinchazón que otros polioles, como maltitol, sorbitol, lactitol.
En febrero de 2023, un estudio publicado en Nature Medicine demostró que las dosis altas pero hasta la fecha consideradas seguras de eritritol estaban asociadas con una mayor coagulación sanguínea a través de la hiperactivación de las plaquetas sanguíneas. Para las personas con factores de riesgo existentes de enfermedad cardíaca, incluida la diabetes, un nivel alto de eritritol en la sangre conlleva un riesgo dos veces mayor de accidente cerebrovascular y ataque cardíaco.